# Hudson-öböl

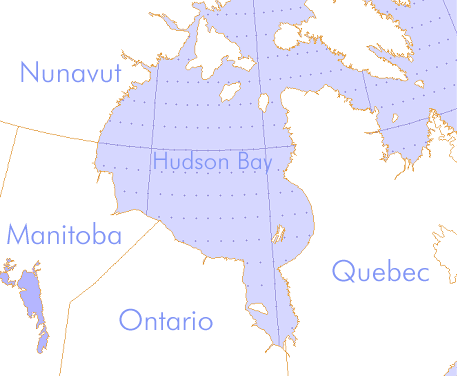
A Hudson-öböl és környéke Kanadában

A Hudson-öböl egy rendkívül nagy, zárt tengeröböl Kanada északkeleti partvidékén, a Kanadai-szigetvilágban. Mérete alapján melléktenger; az Atlanti-óceánnal a Hudson-szoros köti össze, északon a Foxe-csatorna és a meglehetősen keskeny Roes Welcome-szoros kapcsolja a Foxe-medencéhez. Éppen ezért egyes források az Északi Jeges-tenger, mások az Atlanti-óceán peremtengerének tekintik.
Henry Hudsonról nevezték el – ő fedezte föl 1610-ben, és itt is halt meg 1611-ben.
Melléke a nagy hideg miatt javarészt lakhatatlan síkvidék, amit számos kisebb tó tarkít. A zord éghajlat miatt növényzete és állatvilága is különleges.
A keleti krí nyelven a Hudson- és James-öblök neve Wînipekw (déli nyelvjárás), illetve Wînipâkw (északi nyelvjárás), azaz „sáros víz”, „pocsolyavíz”. Ugyanebből a szóból ered a Winnipeg-tó és Winnipeg város neve.

## Természeti földrajza
Peremtengerként az Észak-amerikai litoszféralemezen (Észak-Amerika selfjén) helyezkedik el – teljes területe 1 232 000 km² (1 233 000 km²). Alakja nagyjából izometrikus: hossza valamivel több, szélessége kevesebb, mint 1000 km. Átlagos vízmélysége 130 m, a legnagyobb mélysége 257 m; 259 m).
Óriási terület folyóvizeit gyűjti, beleértve Ontariót, Quebecet, Saskatchewant, Albertát, Manitoba jó részét, Észak-Dakota és Minnesota egy részét és Nunavut délkeleti részét. Több mint 30 folyó ömlik bele; a nagyobbak:
- Nastapoka,
- Great Whale River,
- Slude,
- Rivière Rupert,
- Harricanaw,
- Albany River,
- Trout,
- Severn,
- Hayer,
- Nelson,
- Churchill,
- Seal,
- Egg.

Bejárata a Hudson-szorosban 70 mérföld széles. (1 nemzetközi tengeri mérföld=1852m)
A központi részén nincsenek szigetek, de keleten, ahol a víz sekélyebb, sok szigete van:
- Belcher-szigetek,
- Ottawa-szigetek,
- Mansel-sziget,
- Coats-sziget,
- Southampton-sziget stb.

A szigetek összterülete mintegy 80 000 km²; a két legnagyobb: az Agomaska és Charlton.
Déli partjának nagy öble a mintegy 400 km hosszú, átlagosan 160 km széles James-öböl. A nyugati part nagyobb öblei a Port Nelson-öböl és a Chesterfield-öböl.
Partjai általában meglehetősen meredekek – a legkevésbé délnyugaton.
Az öbölben a dagály 3–4,5 m magas.

## Kialakulása
A mélyedés a kanadai pajzson, a kainozoikumi eljegesedés során alakult ki a Laurentida jégpajzs koptató hatására. Felszíni formáit is a szárazföldi jégtakaró mozgása alakította; mederüledékét is az egykori jégár szállította mostani helyükre. A víz a holocén időszakban, a szárazföldi jég elolvadása után öntötte el. Koordinátái: 78°–95° nyugat, 51°–70° észak.

## Növényzete, állatvilága
Különleges növény és állatvilágot rejt az öböl és környéke, egyebek közt ez a tundrafarkas-nak is nevezett Hudson-öböli farkas élőhelye.

## Nemzetközi jogi helyzete
Úgynevezett történeti öböl. Ez azt jelenti, hogy bár nem felel meg a beltenger tengerjogi kritériumainak, mégis a parti állam történelmi szokásjoga alapján az egyezmény kivételt tesz. A több, mint 100 éves kanadai szuverenitás során idegen hajók elől – a peremtengerektől eltérően – teljesen elzárható volt, így Kanada sikerrel minősítette ilyennek a Hudson-öblöt. Így tehát a Hudson-öbölre 70 tengeri mérföldes bejárata ellenére a beltengerekre vonatkozó szabályok irányadók.
(A beltengerre vonatkozó tengerjogi kritérium: hogy az öböl a parti tenger alapvonalától egészében a part felé essen, vagy zárt tenger legyen; vagyis olyan öböl, amelyet minden oldalról ugyanaz a szárazföld vesz körül, és a kijárata nem szélesebb 24 tengeri mérföldnél, és ugyanannak az államnak a birtokában van.)

## Gazdaságföldrajza
Legnagyobb kikötője az öböl nyugati partján, Manitoba államban épült Churchill. Júniustól novemberig itt rakják hajóra a Kanada középső részeiről vasúton ideszállított gabonát és húsárut – novemberben az öböl befagy, és csak júniusban enged ki újra.

## Fordítás
- Ez a szócikk részben vagy egészben a Hudson Bay című angol Wikipédia-szócikk ezen változatának fordításán alapul.  Az eredeti cikk szerkesztőit annak laptörténete sorolja fel. Ez a jelzés csupán a megfogalmazás eredetét és a szerzői jogokat jelzi, nem szolgál a cikkben szereplő információk forrásmegjelöléseként.